# Магуаричи (муниципалитет)
Магуаричи (исп. Maguarichi) — муниципалитет в Мексике, штат Чиуауа, с административным центром в  одноимённом посёлке. Численность населения, по данным переписи 2010 года, составила 1921 человек.

## Общие сведения
Название Maguarichi было заимствовано у реки, на берегах которой в 1749 году был основан рабочий посёлок при горных рудниках.
Площадь муниципалитета равна 1006 км², что составляет 0,41 % от общей площади штата, а наивысшая точка — 2626 метров, расположена в поселении Ла-Хоя.
Он граничит с другими муниципалитетами штата Чиуауа: на севере с Окампо, на востоке с Бокойной, на юге с Урике и Гуасапаресом, на западе с Уруачи.

## Учреждение и состав
Муниципалитет был образован 4 декабря 1936 года, в его состав входит 72 населённых пункта, самые крупные из которых:
| Код INEGI                  | Населённый пункт                                                                      | Численность населения (2005 год) | Численность населения (2010 год) |
| -------------------------- | ------------------------------------------------------------------------------------- | -------------------------------- | -------------------------------- |
| 041                        | Всего                                                                                 | 2116                             | 1921                             |
| 0001                       | Магуаричи (исп. Maguarichi) 27°51′29″ с. ш. 107°59′38″ з. д. (административный центр) | 751                              | 801                              |
| 0305                       | Оковиачи (исп. Ocoviachi) 27°38′35″ с. ш. 108°03′45″ з. д.                            | 241                              | 232                              |
| 0281                       | Сан-Хосе-де-лас-Лахас (исп. San José de las Lajas) 27°53′53″ с. ш. 108°04′32″ з. д.   | 93                               | 92                               |
| 0320                       | Рио-Гиричиво (исп. Río Guirichivo) 27°59′30″ с. ш. 107°52′24″ з. д.                   | 36                               | 58                               |
| 0101                       | Чививо (исп. Chihuivo) 27°49′03″ с. ш. 107°50′52″ з. д.                               | 52                               | 57                               |
| 0301                       | Гуавьячи (исп. Guaviachi) 27°36′39″ с. ш. 108°00′14″ з. д.                            | 40                               | 50                               |
| —                          | Прочие                                                                                | 903                              | 631                              |
| Названия на карте Генштаба |                                                                                       |                                  |                                  |

## Экономика
По статистическим данным 2000 года, работоспособное население занято по секторам экономики в следующих пропорциях:
- сельское хозяйство и скотоводство — 44,8 %;
- производство и строительство — 24,8 %;
- торговля, сферы услуг и туризма — 28,5 %;
- безработные — 1,9 %.

## Инфраструктура
По статистическим данным 2010 года, инфраструктура развита следующим образом:
- электрификация: 79,5 %;
- водоснабжение: 80,5 %;
- водоотведение: 43,3 %.